# Berliner Barock-Compagney

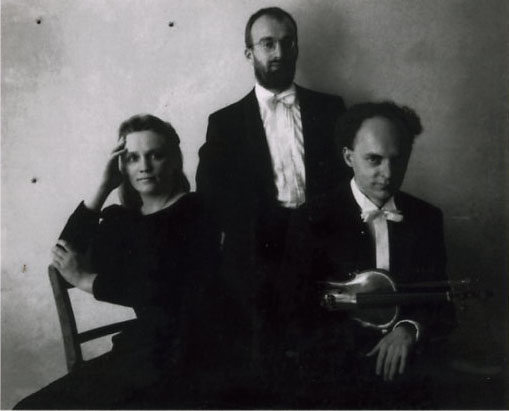
Berliner Barock-Compagney (v.li.: Christine Schornsheim, Jan Freiheit, Georg Kallweit)

Die Berliner Barock-Compagney ist ein Kammermusikensemble, das sich auf die Aufführung Alter Musik mit authentischen Instrumenten spezialisiert hat.

## Geschichte
Gegründet wurde die Berliner Barock-Compagney 1986 von ehemaligen Studenten der Hochschule für Musik „Hanns Eisler“ im damaligen Ost-Berlin. Das Ensemble besteht aus den drei Musikern Georg Kallweit (Violine), Jan Freiheit (Violoncello; Viola da gamba) und Christine Schornsheim (historische Tasteninstrumente). 
Zunächst konzentrierte sich das Ensemble auf das Triosonatenrepertoire des 18. Jahrhunderts; gespielt zunächst auf Instrumenten moderner Bauart. Doch schon bald entwickelte sich bei den Musikern das Interesse an der Musik anderer Epochen, vor allem aber an deren stilgerechter Aufführung. Seit 1990 konzertierten die Musiker der Berliner Barock-Compagney mit historischen Instrumenten. Ihre Programme umfassen die hochartifizielle, noch immer unzureichend gewürdigte Kunst des Frühbarock und ebenso Werke des frühen 19. Jahrhunderts.
Um den Hörern möglichst vielfältige Einblicke in die Musik unterschiedlicher Zeiträume zu ermöglichen, begann die Berliner Barock-Compagney frühzeitig damit, ihre aus Violine, Violoncello und Cembalo bestehende Stammbesetzung von Fall zu Fall zu erweitern. Zum künstlerischen Profil des Ensembles gehörten Gastverpflichtungen weiterer Instrumentalisten, wie zum Beispiel Reinhold Friedrich (Trompete), Alfredo Bernardini (Oboe) oder Christoph Huntgeburth (Flöte), sowie die Erarbeitung von Kantatenprogrammen mit Vokalsolisten wie Ruth Ziesak, Ann Monoyios, Barbara Schlick, Johannette Zomer, Michael Schopper oder Klaus Mertens.
Das Ensemble gastiert im In- und Ausland und hat zahlreiche Rundfunk-, Fernseh- und CD-Produktionen veröffentlicht.

## Diskografie (Auswahl)
- Musik auf Schloß Rheinsberg, CAPRICCIO 10414, 1990
- Musik im Bachhaus Eisenach, 1991
- Musik aus Sanssouci, CAPRICCIO 10477, 1992
- Musik aus Schloß Charlottenburg (mit Ann Monoyios), CAPRICCIO 10459, 1993
- Georg Friedrich Händel: „Neun deutsche Arien“ und 3 Sonaten (mit Ann Monoyios), CAPRICCIO 10767, 1995
- Cembalokonzerte Vol. I (Bach-Söhne), CAPRICCIO 10580, 1995
- Georg Philipp Telemann: Kantaten und Kammermusik (mit Klaus Mertens), CAPRICCIO 10741 und 49426, 1996
- Scherzi musicali, CAPRICCIO 10502, 1997
- Cembalokonzerte Vol. II (Bach-Schüler), CAPRICCIO 10739, 1997
- Clavierkonzerte Vol. III, CAPRICCIO 67002, 2000
- Tribute to Old England (mit Reinhold Friedrich), CAPRICCIO 67013, 2001
- Johann Christian Bach: Kammermusik, CAPRICCIO 67105, 2001
- Philipp Heinrich Erlebach:  „Ouvertures / Sonatas“, CAPRICCIO 67074, 2002
- Geistliche Arien (mit Ruth Ziesak), CAPRICCIO 67125, 2003
- „Jauchzet Gott in allen Landen“ (mit Ruth Ziesak und Reinhold Friedrich), PHOENIX 102, 2006